# Reesdorf (Beelitz)
Reesdorf ist ein Ortsteil der Stadt Beelitz im Landkreis Potsdam-Mittelmark in Brandenburg.

## Geografie
Der Ort liegt 26 Kilometer südwestlich der Landeshauptstadt Potsdam an der B 246 zwischen Beelitz und Brück am Westrand des Naturparks Nuthe-Nieplitz.

## Geschichte

### Etymologie
Reesdorf wurde 1375 erstmals im Landbuch Karls IV. als Redichstorf, Redichstorpp oder Redichtstorff erwähnt. Namenforscher leiten den Namen von dem slawischen Personennamen Radich ab. Bis zur Festlegung der amtlichen Schreibweise Reesdorf im Jahr 1922 sind die Schreibweisen Regenstroff (1472), Retzdorf (1580), aber auch urkundlich Raesdorf, Raeßdorf oder Räsdorf überliefert. In einer Geburtsurkunde aus dem Jahr 1888 erscheint die Schreibweise „Rähsdorf“.

### 12. bis 18. Jahrhundert
Da das Dorf als Rundling errichtet wurde, gehen Experten davon aus, dass die Gründung slawischen Ursprungs ist. Die Besiedlung dürfte daher im Zuge der Expansion der Askanier in die Region der östlichen Havelseite in Richtung Zauche zurückgehen. Archäologische Nachweise gibt es hierfür jedoch in Reesdorf bislang nicht. Aus dem Jahr der urkundlichen Erwähnung 1375 ist ein Besitz von 18 Hufen Land überliefert, drei davon für den Dorfschulzen. Das Fehlen eines Krugrechtes lässt darauf schließen, dass es im Ort – im Gegensatz zu den wohlhabenderen Nachbarorten wie Buchholz oder Wittbrietzen – keine Gaststätte gab. Weitere Dokumente bestätigen das eher bescheidene Leben im Dorf: So wurden in mehreren Lehnsbriefen die Einkünfte der Belehnten aus Reesdorf als eher gering bezeichnet. Gleiches ergab eine Kirchenvisitation aus dem Jahr 1540. Zu dieser Zeit gab es in Reesdorf keinen Sakralbau. Im Spätmittelalter errichteten die Einwohner um das Dorf einen Wall, der vermutlich mit einer dichten Hecke bewachsen war. Er diente als Schutz vor Raubrittern und ist im 21. Jahrhundert nur noch in Fragmenten auf einem Acker hinter dem Dorf in Richtung Brück zu sehen. 1586 errichtete die Kirchengemeinde vermutlich ein recht einfaches Bauwerk in der Mitte des Dorfes, der 1755 durch einen spätbarocken Nachfolgebau ersetzt wurde. Zu dieser Zeit unterrichtete der Schneider die Kinder im Ort; vermutlich in seiner Stube, denn ein eigenes Schulgebäude gab es noch nicht. 1772 lebten in Reesdorf 92 Einwohner.

### 19. bis 20. Jahrhundert
Mitte des 19. Jahrhunderts entstanden außerhalb des Rundlings weitere Bauten, die durch den Bau der Bahnstrecke Berlin–Blankenheim und die Einrichtungen in Beelitz-Heilstätten befördert wurden. Die Einwohnerzahl stieg stark an und so lebten 1875 in Reesdorf bereits 178 Menschen. Um 1920 erhielt der Ort den Anschluss an das elektrische Stromnetz; ebenso eröffnete eine eigene Schule im Ort, in der die Kinder von der 1. bis zur 8. Klasse unterrichtet wurden. Im Zweiten Weltkrieg war der Ort 1945 Schauplatz zum Teil heftiger Kampfhandlungen zwischen der Roten Armee und der Wehrmacht. Viele Reesdorfer flohen und kehrten erst Anfang Mai 1945 wieder in ein völlig zerstörtes Dorf zurück. Die Einwohnerzahl stieg durch Flüchtlinge und Vertriebene bis auf 207 Personen im Jahr 1950 stark an. Einige Jahre nach dem Ende des Krieges wurde die Schule aufgegeben und die Kinder besuchen seit dieser Zeit in die Schule nach Beelitz. In den 1950er und 1960er Jahren gründeten sich mehrere LPGs, die 1971 mit einer LPG in Beelitz vereint wurden. Nach der Wende wurde auch diese LPG aufgelöst. 1990 gründeten einige Einwohner einen neuen landwirtschaftlichen Betrieb. Bis zum Ende des 20. Jahrhunderts halbierte sich die Einwohnerzahl auf 103 Personen.

### 21. Jahrhundert
Bis zur Eingemeindung nach Beelitz am 31. Dezember 2001 war Reesdorf eine eigenständige Gemeinde, die im 19. und 20. Jahrhundert bis zu dessen Auflösung zum Landkreis Zauch-Belzig gehörte. Im März 2015 betrug die Einwohnerzahl 116. 2014 wurde der Dorfkern saniert.

## Wappen
| Wappen von Reesdorf | Blasonierung: „In Gold ein von einem Band schrägumwundener grüner Kranz, aus dem sieben gestielte dreiblättrige grüne Kleeblätter von innen nach außen hervorkommen.“ |
| Wappen von Reesdorf | Wappenbegründung: Das Dorf ist zwischen saftigen Wiesen, fruchtbaren Äckern und Wald gelegen. Man betreibt hier seit je her Viehwirtschaft und Ackerbau, was in das zu gestaltende Kommunalwappen mit einfließen sollte. Als mögliche Wappenbilder wurden Ackergeräte wie Pflug und Pflugschar vorgeschlagen, da noch viele Reesdorfer Bauern solche alten Geräte besitzen. Nach mehreren Ansätzen und Entwurfsskizzen kam man auf einen gewickelten grünen Kranz, aus dem in gleichen Abständen sieben Kleeblätter ragen. Mit dieser gemeinen Wappenfigur konnten die meisten Eigenschaften des Ortsteils aufgenommen werden. Der grüne Kranz steht für das fruchtbare Land, die Wiesen und die Verbundenheit in der Dorfgemeinschaft. Auf dem zentralen, grünen Platz im Dorf befinden sich heute neben der Kirche auch ein Spielplatz und eine große, runde und gepflasterte Feuerstelle – hier finden die gemeinsamen Dorffeste statt. Symbolisch wurde auch die Rundlings-Form des Dorfes durch den Kleekranz aufgenommen. Die aus dem Kleekranz erwachsenden Kleeblätter stehen sowohl für die Familien und Höfe von Reesdorf, als auch für Glück. Das Ortswappen wurde vom Heraldiker Ismet Salahor aus Frankfurt gestaltet und beim HEROLD am 16. Dezember 2016 in die Deutsche Ortswappenrolle unter der Nr. 49BR aufgenommen. |

## Sehenswürdigkeiten
- Die Dorfkirche Reesdorf entstand im Jahr 1775 vermutlich auf den Resten eines Vorgängerbaus aus dem 14. Jahrhundert. Die Kanzel und die Hufeisenempore stammen aus der Bauzeit; die Orgel aus der Mitte des 19. Jahrhunderts.
- Auenlandschaft mit Aussichtsturm im Nieplitzbogen[10]

## Verkehr
In Reesdorf verkehrt die Buslinie 640 des Regiobus Potsdam-Mittelmark. Nächstgelegene Bahnstationen sind Beelitz Stadt an der Bahnstrecke Jüterbog–Nauen, bedient durch die Linie RB 33, sowie Beelitz-Heilstätten an der Bahnstrecke Berlin–Blankenheim, bedient durch die Linie RE 7.